# Rue des Pères Blancs
Plusieurs villes ou communes possèdent une rue des Pères Blancs (ou encore un autre type de voirie). Cet odonyme fait référence à la Société des missionnaires d'Afrique (populairement connus sous le nom de Pères Blancs), fondée par le Cardinal Lavigerie au XIXe siècle.   

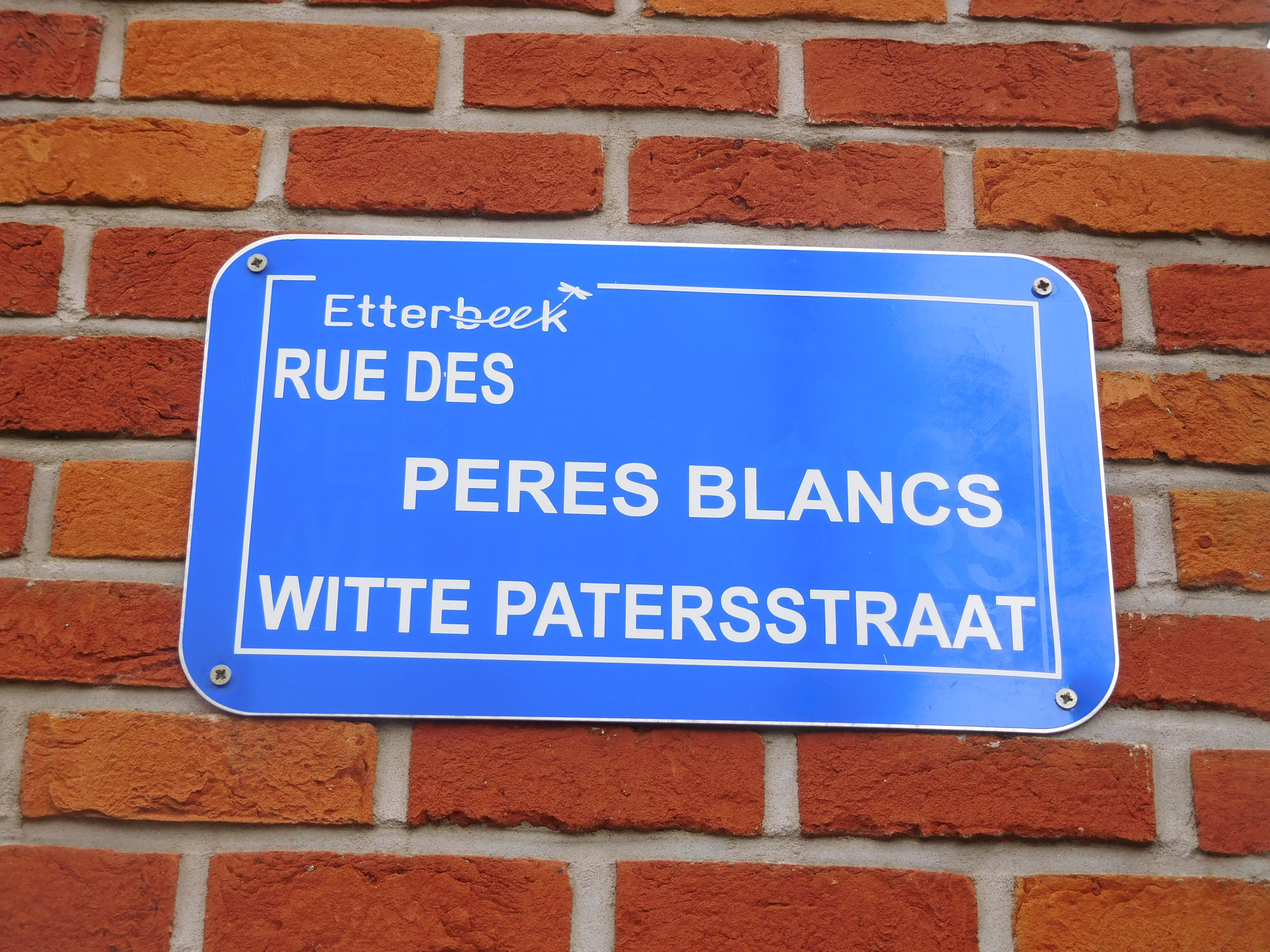
La 'Rue des Pères Blancs', à Etterbeek (Bruxelles)

## EnBelgique
- Rue des Pères Blancs, à Etterbeek (Bruxelles)

## AuCanada
- Avenue des Pères Blancs (‘’Pères Blancs avenue’’), à Vanier, Ottawa.

## EnFrance
- Rue des Pères Blancs, à Altkirch